# Wolfgang Prinz

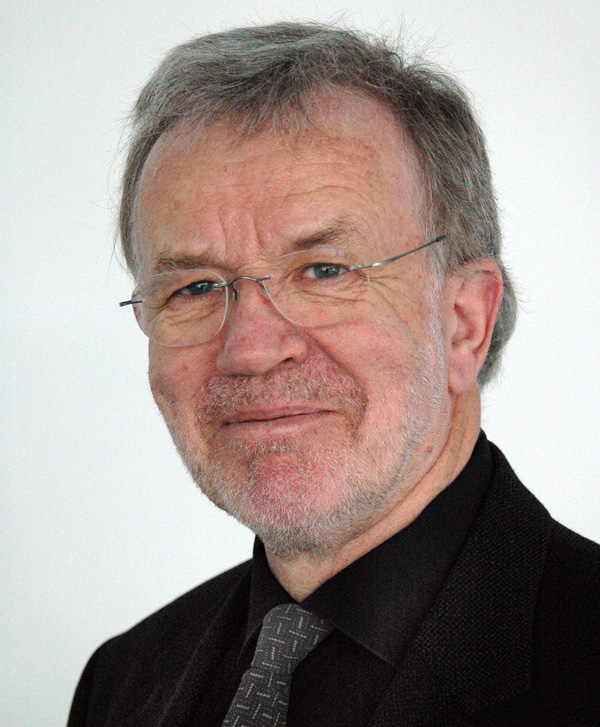
Wolfgang Prinz

Wolfgang Prinz (* 24. September 1942 in Ebern, Unterfranken) ist ein deutscher Psychologe und Kognitionswissenschaftler.

## Werdegang
Nach seinem Studium der Psychologie, Philosophie und Zoologie an der Universität Münster, das er 1966 mit dem Diplom in Psychologie abschloss, war Wolfgang Prinz bis 1975 als wissenschaftlicher Assistent am Lehrstuhl für Kognitionspsychologie am Psychologischen Institut der Ruhr-Universität Bochum tätig, wo er 1970 bei Oskar Graefe und Hans Hörmann zum Dr. phil. promoviert wurde.
Von 1975 bis 1990 wirkte er als ordentlicher Professor für Psychologie an der Universität Bielefeld und war dort von 1982 bis 1989 gleichzeitig wissenschaftlicher Direktor am Zentrum für interdisziplinäre Forschung.
Von 1990 bis 2003 war er Direktor am Max-Planck-Institut für psychologische Forschung in München, das 2004 als Arbeitsbereich Psychologie in das Max-Planck-Institut für Kognitions- und Neurowissenschaften in Leipzig eingegliedert wurde; in dieser Zeit hatte er von 1990 bis 1998 auch einen Lehrstuhl für Allgemeine Psychologie an der Ludwig-Maximilians-Universität München als Nachfolger von Kurt Müller. Von 1997 bis 2000 war er Vorsitzender der Geisteswissenschaftlichen Sektion der Max-Planck-Gesellschaft. Von 2004 bis zu seiner Emeritierung im Jahr 2010 war er Direktor am Max-Planck-Institut für Kognitions- und Neurowissenschaften in Leipzig.

## Forschung
Die Forschungsschwerpunkte von Prinz liegen in den Bereichen Wahrnehmung, Aufmerksamkeit, Wille, Handlung, Selbst und Bewusstsein. Nach seiner Auffassung ist Willensfreiheit kein naturwissenschaftliches Faktum, sondern ein kulturelles Konstrukt, das geprägt ist durch die gegebenen Bedingungen menschlicher Interaktion.
Gemäß seinem Selbstverständnis als naturwissenschaftlich forschender Psychologe vertrat er folgende Auffassung:
„Die Idee eines freien menschlichen Willens ist mit wissenschaftlichen Überlegungen prinzipiell nicht zu vereinbaren. Wissenschaft geht davon aus, dass alles, was geschieht, seine Ursachen hat und dass man diese Ursachen finden kann.“
Allerdings wehrt sich Prinz gegen das Missverständnis, der freie Wille sei deshalb nicht real. Er sei das durchaus, aber eben als durch soziale und kulturelle Faktoren bedingtes Phänomen.
„Wir gehen so miteinander um, als könnte jeder frei entscheiden, und im Rahmen dieser sozialen Praxis sind wir willensfreie Akteure.“
Es sei bloß schwer möglich, diese soziale und kulturelle Realität mit hirnphysiologischen Argumenten zu erfassen.
„Wenn wir uns fragen, warum sich Menschen unterschiedlich entscheiden, hilft ein Blick in deren Hirne nicht viel weiter. Wie gesagt, ich teile die Prämisse nicht, dass menschliches Verhalten durch Hirnforschung erklärt werden kann. Hirnprozesse können einen interessanten Beitrag leisten, mehr aber nicht.“

## Auszeichnungen (Auswahl)
- 1993: Gottfried Wilhelm Leibniz-Preis der Deutschen Forschungsgemeinschaft
- 1995: Mitglied der Academia Europaea[7]
- 2001: Mitglied der Leopoldina[8]
- 2011: Oswald-Külpe-Preis der Universität Würzburg
- 2013: Korrespondierendes Mitglied der British Academy[9]
- 2018: Ehrendoktorat der Universität Bielefeld

## Veröffentlichungen (Auswahl)
- mit Jochen Müsseler (Hrsg.): Allgemeine Psychologie. Spektrum Akademischer Verlag, Heidelberg 2002, ISBN 3-8274-1128-9.
- Open Minds: The Social Making of Agency and Intentionality. MIT Press, 2012, ISBN 978-0-262-30094-0.
  - Übersetzung von Jürgen Schröder: Selbst im Spiegel. Die soziale Konstruktion von Subjektivität. Suhrkamp, Berlin 2013, ISBN 978-3-518-58594-8.
- Bewusstsein erklären. Suhrkamp, Berlin 2021, ISBN 978-3-518-29959-3.